# Giovanni Francesco Di Palma
Giovanni Francesco Di Palma (Nápoles, principios del siglo XVI-Nápoles, última década del siglo XVI) fue un arquitecto, pintor y organero italiano.

## Biografía

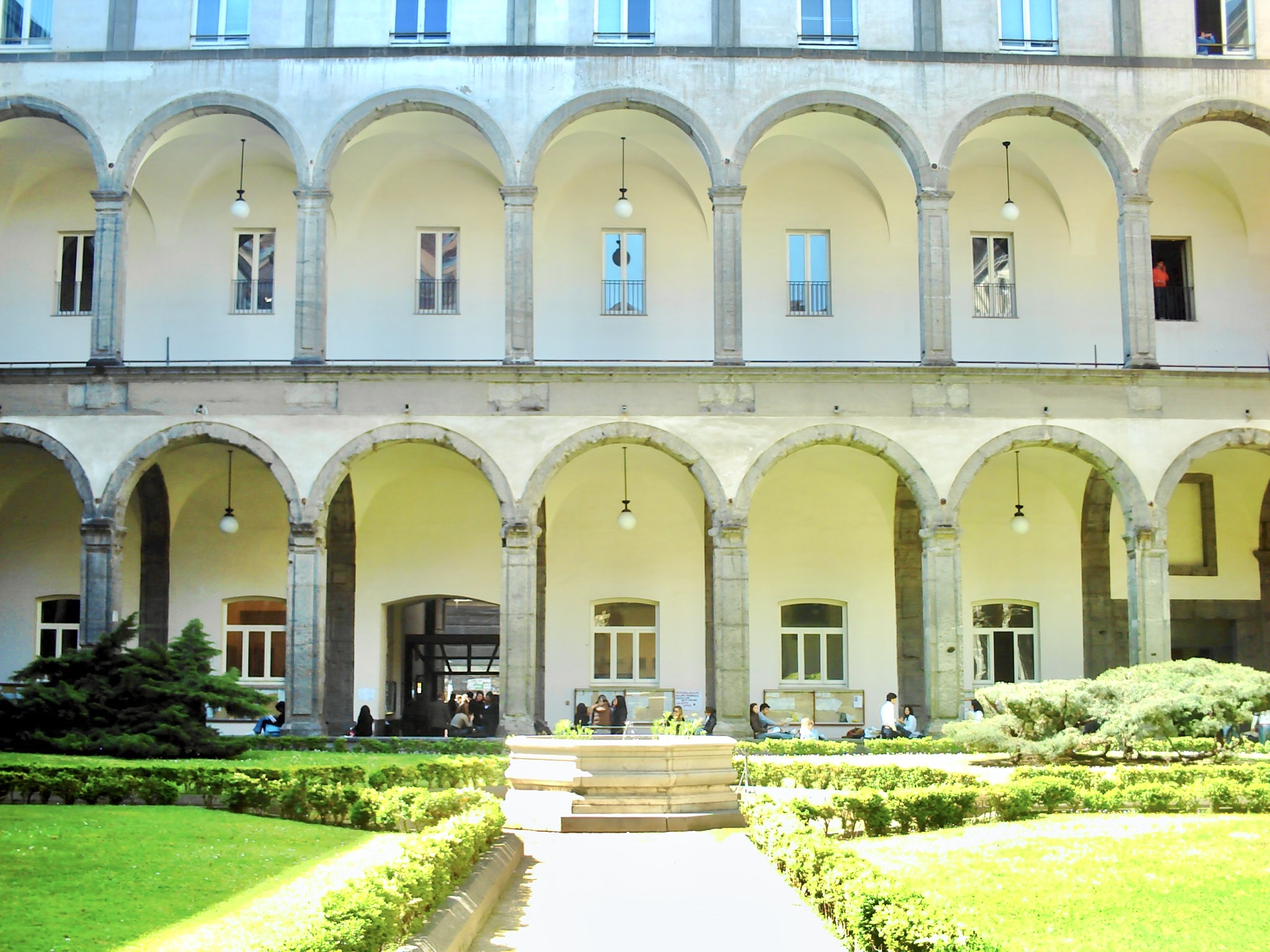
El claustro de San Pietro Martire, obra de Di Palma.

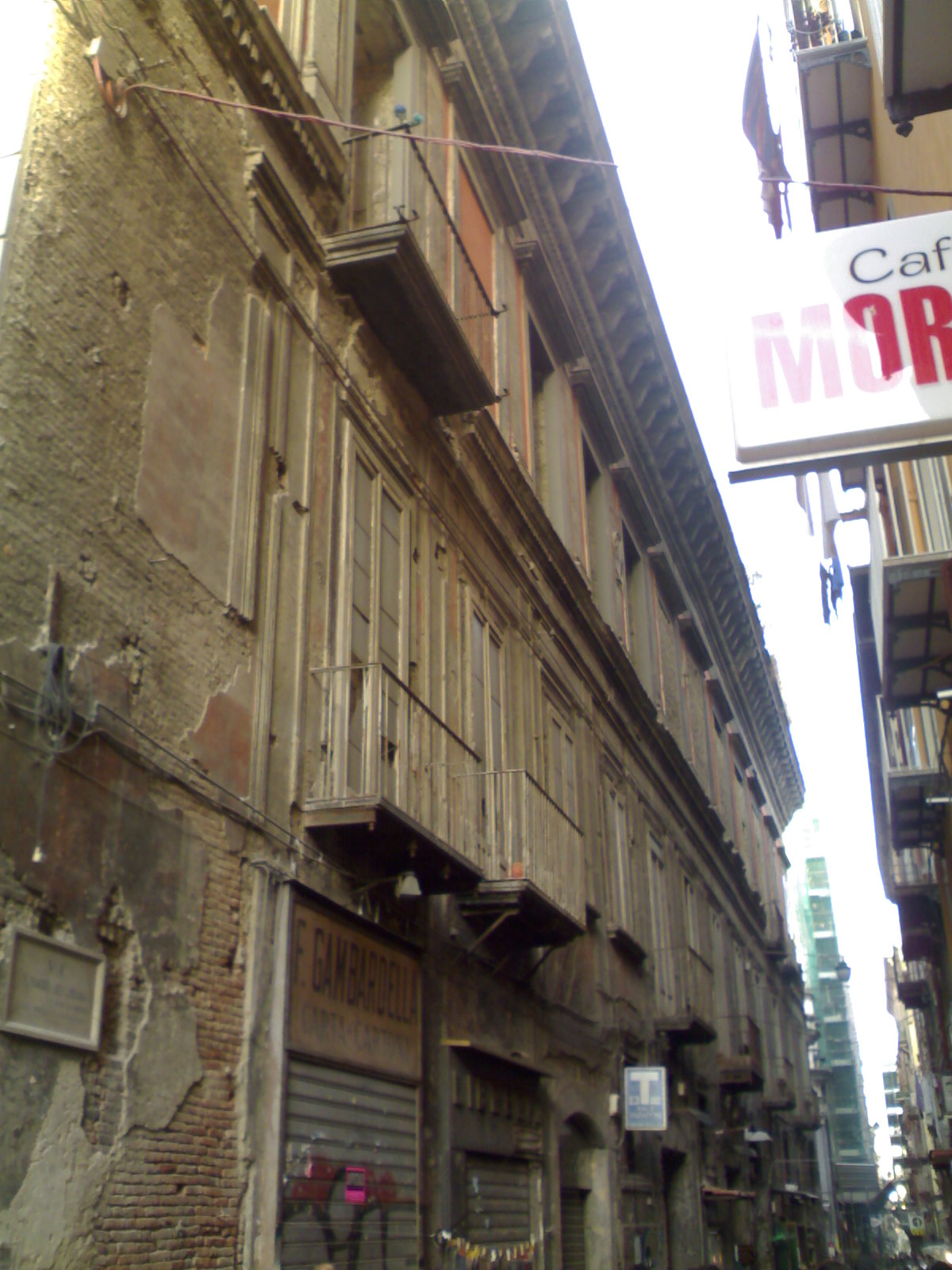
El Palazzo Carafa di Montorio.

Nació en Nápoles a principios del siglo XVI, descendiente de una rama colateral de la noble familia napolitana de lejana origen normando. Fue iniciado en el taller de Giovanni Francesco Donadio, donde adoptó el apodo de Mormando (de Mormanno, ciudad de origen de su maestro). La historiografía clásica atribuye este apodo en virtud del matrimonio contraído con Diana Donadio, hija del Mormando mayor.
Se formó como organero y arquitecto en el taller de Mormando. Como arquitecto fue muy solicitado y también se convirtió en el ejecutor de los proyectos dejados inconclusos por el Mormando mayor. El estilo de Di Palma es una simplificación de los modelos de su maestro. La actividad arquitectónica de Di Palma se desarrolló simultáneamente con la de organero. Entre sus primeros proyectos se encuentra el del Palazzo Filomarino, donde diseñó el espléndido patio. Otros proyectos incluyen la ampliación de la iglesia de los Santos Severino y Sossio, cuyos trabajos duraron mucho tiempo, siendo la cúpula completada en 1561 por Sigismondo di Giovanni, y la remodelación del Palazzo Carafa di Montorio en 1540. Entre 1540 y 1550 se llevaron a cabo trabajos de remodelación en la iglesia de Santa Maria Donnaromita. Se convirtió en el arquitecto de confianza de Cosimo Pinelli, para quien diseñó y construyó en 1544 su palacio en Nápoles y el palacio feudal en Giugliano in Campania en 1545.
En 1545 estableció una sociedad con el organero Andrea Scoppa que duró unos diez años. Con esta colaboración, ambos se dividieron los roles, correspondiendo a Di Palma los tubos y a Scoppa las obras de madera y el somier. Di Palma introdujo novedades en el arte de la organería napolitana, siendo uno de los primeros en cerrar el espacio de los tubos con la ayuda de paneles pintados, como en el órgano de la iglesia de Pescocostanzo, datado en 1545, y también en el órgano vendido en 1547 a Andrea Saxone, que presentaba características similares. Según algunas teorías, se le atribuye la finalización del Palazzo del Panormita. Entre 1548 y 1549 realizó los diseños de las placas y ventanas con sus respectivos portigos en el Palazzo Orsini di Gravina. En el mismo período construyó el órgano para la Catedral de Nápoles. En 1557 comenzaron los trabajos en el Claustro de San Pietro Martire. En 1560 diseñó el claustro del Complejo de San Gaudioso y en 1566 el Palazzo Tappia en Via Toledo, por encargo del juez Egidio Tapia. También se le atribuye la fachada de la iglesia de Santa Maria Materdomini, realizada en 1573, así como los proyectos de remodelación de la iglesia de Santa Maria di Monteverginella por las similitudes estilísticas adoptadas por el proyectista desconocido que remiten a Di Palma. Según algunas teorías, se le atribuye el diseño de la iglesia de Santa Maria Regina Coeli, datada en 1590, mientras que según otras, Giovanni Vincenzo Della Monica es el diseñador de la iglesia. Se sabe con certeza que la fachada fue completada por Luciano Quaranta en 1594.